# 印度制造 (电影)
《真愛裁會贏》（英語：Sui Dhaaga: Made in India，印地語發音：[sʊiː d̪ʱaːgaː]）是2018年印度喜剧剧情片，由夏兰特·卡塔里亚执导。影片讲述了由瓦伦·达瓦和安努舒卡·莎瑪饰演的印度乡村小夫妇兴办小裁缝店的故事。影片于2018年9月28日在印度影院上映，口碑和票房成绩不俗，同时获得第64届印度电影观众奖五项提名，包括亚米尼·达斯的最佳女配角奖和安努舒卡·莎瑪的最佳女主角奖。
影片也是上海国际电影节一带一路电影周的正式竞赛片。

## 剧情
毛吉·沙玛与老婆毛塔跟家里人住在小镇子上。他的祖父生前在当地一家手工艺公司做裁缝。后来公司倒闭，毛吉一家濒临破产，甚至縫紉事業與祖父之名也因此成了他們家的禁忌話題。
如今，毛吉的父亲帕拉桑姆也快要从公职人员的工作中退下來了，而毛吉是一家缝纫机店的业务员。他经常忍受嘲笑和奚落，甚至不惜將自己的尊嚴踩在地上。這全都只是為了討好老闆，好讓自己盡可能地加薪以支撐本已窮困的生活。
毛吉私底下哀叹家裡空间狹窄，跟毛塔的互动有限，而毛塔也一直忙着做家务。但尽管如此，他还是位性格乐观开朗的小伙子，经常用从邻居约格什家借来的缝纫机，凭借自己娴熟的缝纫技术，做一些小修小补的工作。
一次，毛吉取得了可以帶家人去他同事婚禮的機會，全家特意打扮，穿上最好的服裝，並準備了他們所能拿出的最好的禮物，到達會場時，卻受到了失禮的對待。一家人剛入座不久，毛吉便被老闆臨時叫去他們那桌耍寶取悅眾人。毛搭亲眼目睹了同事是如何侮辱丈夫的，因而内心非常愤怒。她坚持自尊比金钱更加可贵，因此鼓勵丈夫辭掉現在的工作，重振家业。毛吉认为这样做需要经受很大的风险，拒绝了毛塔的提议。即使如此，毛塔的一番话深深烙印在他的心中，他最终不顾父亲的反对，辞去了业务员的工作。
后来，毛吉的母亲心脏病发，而帕拉桑姆退休了，付不起高昂的医疗费，一家人步入了深渊。聽聞此事，和妻子孩子分居在镇上的哥哥朱格努给他介绍了一份密拉特的文书工作。毛吉不想要，反而在妻子的支持下，于镇子集市区的路边开起了裁缝店。雖然，他們的店無人問津，整天只得與隔壁攤友一起數鴿子。
這時，轉機出現了。他和毛搭共同設計並為母亲缝了件病号服。这套衣服吸引了其他病人的关注，大家都想要一件，促使夫妻俩找到了发财的道路。约格什嫉妒毛吉的成功，拿回了缝纫机。之后，夫妇俩穿越邦的边境，成功拿到政府分发给弱势群体的缝纫机。
毛吉在医院的行为引起了当局的注意。姐夫古杜建议毛吉在自己公司的名下生产病号服，并提议夫妻俩到自己公司上班。经过深思熟虑，夫妇俩认为自己确实是捉襟见肘，便接受了这份工作。然而，公司老板哈琳·贝迪十分狡猾，她利用夫妻俩脾气不好的性格，将他的服装及刺绣设计的版权收走了。被骗的毛吉恼怒成羞，和古杜打了一架。工人们把毛吉打了一顿后扔出工厂，毛塔也只得跟着他出来了。
一无所获的夫妇俩决定参加一年一度的雷蒙德时尚基金会新秀设计师大赛，而哈琳也参加了比赛。他们给公司起名为“針線情瘋印度公司”。设计初稿获得评委会的青睐后，他们找到了镇上所有退休的縫紉職人，帮助他们完成时装展的最终作品。甚至在最後緊要關頭，毛吉的爸爸帕拉桑姆也伸出援手。时装展当天，他们独树一帜的作品與純樸的風格赢得所有人的掌声。结果公布前，两名评审无意中透露，夫妇俩缺乏经验與強大、穩定的生產工廠，因此其他水平相若、更專業、更有資金的選手更容易取胜。聽了此番話，夫妇俩垂头丧气，带着队友们各自散去回家了。然而，评委们糾結了許久，經過討論，重新评估了赛果，宣布“针线情”队夺冠。收到消息的所有人立马回到现场，登上坡道领奖，而夫妇俩也因为自己梦想实现而兴高采烈。
片尾字幕画面显示，毛吉一家成功摆脱财务困境，同时针线情瘋印度公司的设计畅销全球。后来，毛吉和毛塔开了一所裁缝学校，鼓励像他们这样的其他人自力更生。

## 阵容
- 瓦倫·達瓦 饰 毛吉·沙玛，裁缝，毛塔的丈夫及生意合伙人[8][4]
- 安努舒卡·莎瑪 饰 毛塔·沙玛，刺绣工人，毛吉的妻子及生意合伙人[8][4]
- 拉格比尔·亚达夫（英语：Raghubir Yadav） 饰 舒达卡·沙玛，毛吉的父亲[9]
- Yamini Das 饰 尼莫·沙玛，毛吉的母亲
- Sawan Tank 饰 朱格努·沙玛，毛吉的哥哥
- Manukriti Pahwa 饰 库姆德·沙玛，朱格努的妻子
- 纳米特·达斯（英语：Namit Das） 饰 古杜
- Puja Sarup 饰 哈琳·贝迪
- Mahesh Sharma 饰 约格什
- Shrikant Verma 饰 帕特·拉姆
- Sidharth Bhardwaj 饰 班萨尔
- Ashish Verma 饰 普拉尚
- Bhupesh Singh 饰 瑙沙德
- Latha Nayak 饰 护士马拉雅里

## 制作
计划于2017年7月公布。一开始，剧组想找兰比尔·卡浦尔交谈未果，遂联系到了达瓦和艾鲁丝卡·沙玛，商讨主角的问题，两人之后在他们的社交媒体帐号上打起了电影主题的哑谜。此前曾执导浪漫喜剧片《胖妹子也会有春天》的夏兰特·卡塔里亚花了三个星期，写了《印度制造》的剧本，他在雅什－拉吉影片公司制片人马尼什·沙马的拉动下负责执导这部电影。艾鲁丝卡之前曾演员马尼什的导演处女作《婚礼策划师》和《少妇大战摇滚男孩》。
多位消息人士指，影片取材于2014年印度政府为了推动当地纺织工业发展而发起的印度制造运动。马尼什认为，这是一部关于自尊心和自立自强的电影，令人自豪：“这个故事扎根于印度的心脏，反映出在每个印度人的血管中流淌的热情。”
最初消息推测达瓦将在影片中扮演一位劳动者，但后来的报道指他饰演的角色是裁缝，而艾鲁丝卡扮演刺绣工人。达瓦解释，自己的角色既是裁缝，也是日工，原型是《Tinkle》的角色Suppandi。为了演好角色，两位演员专门学习刺绣和缝纫，以及如何使用缝纫机。
主体摄影于2018年2月在中央邦的钱德里开始。演员们专门向镇上的纺织工人购买了传统的钱德里纱丽，精湛的手艺令大家啧啧称奇。在拍摄打戏时，达瓦弄伤了头，但拍摄工作当天就继续了。剧组还再钱德里的街头拍摄了10个小时的自行车戏份。当地的拍摄于2018年3月结束。
之后，剧组于同个月在博帕尔继续拍摄，之后移师德里和北方邦加兹阿巴德，于2018年4月结束该阶段的拍摄。
全剧于2018年7月杀青。

## 营销与发行
拍摄前夕的甘地诞辰日，片方发布短片纪念甘地诞辰150周年，达瓦和沙玛出镜。拍摄启动后，两位主角饰演小镇夫妇的剧照公布。达瓦在Twitter与粉丝互动时，宣布影片将于2018年8月上映。8月13日，雅什-拉吉电影公司发布电影预告片。达瓦和沙玛之后积极宣传影片，给剧组成员安排各种各样的挑战，也在社交媒体上分享他们穿针引线的视频。

## 专业评价
影片获得正面的评价，其中达瓦和沙玛的演技受到赞扬。汇总媒体烂番茄评论9条，新鲜度89%。

## 票房
影片首映当天获得较高的排片率，累计票房8.30克若。势头到周五依然强劲，到周六票房收入增长良好，达到12.25克若。到周日，影片共获得16.05克若。影片全球票房125.09克若。

## 原声带
影片插曲由阿努·马利克编曲、瓦伦·格罗弗填词。影片的第一支插曲、由帕彭和伦基尼·古普塔演唱的《Chaav Laaga》于2018年8月27日发布。帕彭演唱的第二支插曲《Khatar Patar》于2018年9月8日发布。《印度偶像》冠军萨尔曼·阿里、亚军安库什·巴德瓦吉和蘇溫德·辛格演唱的第三支插曲《Badhiya Hai》于2018年9月21日。整个专辑于9月21日由YRF音乐发布。
| 曲目列表 | 曲目列表        | 曲目列表                 | 曲目列表 |
| 曲序     | 曲目            | 歌手                     | 时长     |
| -------- | --------------- | ------------------------ | -------- |
| 1.       | Chaav Laaga     | 帕彭、伦基尼·古普塔      | 5:48     |
| 2.       | Khatar Patar    | 帕彭                     | 5:35     |
| 3.       | Tu Hi Aham      | 伦基尼·古普塔            | 5:15     |
| 4.       | Sui Dhaaga      | 迪维亚·库玛              | 5:25     |
| 5.       | Sab Badhiya Hai | 蘇溫德·辛格、萨尔曼·阿里 | 3:56     |
| 总时长： | 总时长：        | 总时长：                 | 25:59    |